# Preludium (Stravinsky)
Preludium (W68) is een compositie voor een jazzband van Igor Stravinsky voor jazz band, deels geschreven in Parijs in december 1936 en deels in New York gedurende Stravinsky's derde bezoek aan de VS in 1937.
Waarschijnlijk heeft Stravinsky het plan gehad om andere delen toe te voegen en het werk onderdeel te maken van een suite. Er bestaat een pianouittreksel van het werk, evenals een geïnstrumenteerde versie. In 1953 maakte Stravinsky een nieuwe bewerking dat zijn eerste uitvoering kreeg in een van de Evenings-on-the-Roof concerten in Los Angeles op 18 december 1953 o.l.v. Robert Craft. De oorspronkelijke jazzband versie is niet gepubliceerd.

## Geselecteerde discografie
- Stravinsky dirigeert Stravinsky - 'Jazz'; Grands interprètes CBS 76 025; 1972 (verschenen in 1991 op cd in de 'Igor Stravinsky Edition' in het deel 'Chamber Music & Historical Recordings'; 2 cd's Sony SM2K  46 297)